# Chaetodus platynotus
Chaetodus platynotus är en skalbaggsart som beskrevs av Federico Ocampo 2006. Chaetodus platynotus ingår i släktet Chaetodus och familjen Hybosoridae. Inga underarter finns listade i Catalogue of Life.